# Skogsglasögonfågel
Skogsglasögonfågel (Zosterops stenocricotus) är en fågel i familjen glasögonfåglar inom ordningen tättingar.

## Utseende och läte
Skogsglasögonfågel är en liten och spetsnäbbad sångarlik fågel med fjäderdräkten helt gulmättad. Undersidan är gul, ryggen olivgul och runt ögonen syns tydliga vita ringar. Den är lik kanariegul glasögonfågel, men är något mörkare och grönare. Vanligaste lätet är ett ljust och stigande skaller, medan sången består av en dämpad och pratig serie. 

## Utbredning och systematik
Fågeln förekommer i Afrika från sydöstra Nigeria till sydvästra Centralafrikanska republiken och norra Gabon samt på ön Bioko. Tidigare behandlades den som underart till afrikansk glasögonfågel och vissa gör det fortfarande. 

## Levnadssätt
Skogsglasögonfågel hittas i skogar, trädgårdar, bergsbelägna buskmarker och plantage. Den ses vanligen i individrika och mycket aktiva grupper och slår ofta följe med kringvandrande artblandade flockar.

## Status
IUCN erkänner den inte som art, varför dess hotstatus inte bedömts.